# Daidžiro Takakuva
Daidžiro Takakuva (japonsko 高桑 大二朗), japonski nogometaš, * 10. avgust 1973.
Za japonsko reprezentanco je odigral eno uradno tekmo.